# Фёдоров, Антон Борисович
Антон Борисович Фёдоров (род. 22 марта 1976, Москва) — российский дизайнер, творческий руководитель. Имеет Премию Правительства Российской Федерации (2011). Работал главным художником научно-популярных журналов «Geo» и «Вокруг света».

## Биография
В 1992—1997 годах учился в МАХУ памяти 1905 года (спец. «Дизайн архитектурно-пространственной среды»).
Сменил несколько студий и рекламных агентств, рисовал для издательства «Коммерсантъ»; в 2004—2008 работал дизайнером в газете «Известия», 2008—2009 — арт-директором журнала «Geo»; 2009—2013 — главным художником издательства «Вокруг света». Куратор интенсивного курса «Инфографика» в Британской высшей школе дизайна в Москве (2014—2015). Совместно с Андреем Шелютто и Андреем Васильевым сделали комплекс навигационных конструкций для Европейской биеннале современного искусства «Манифеста 10» в здании Главного штаба, Государственный Эрмитаж (2014).

## Конкурсы и награды
- «Газетный дизайн» 2004, 2005 — Первая премия за дизайн газеты «Известия» (в коллективе)[4].
- Лауреат Премии Правительства РФ в области печатных средств массовой информации, 2011[5].

Премии Правительства РФ 2011 года в области печатных СМИ получили… генеральный директор журнала «Вокруг света» Светлана Головатюк и главный художник Антон Фёдоров.— Минкомсвязь России
- Работы Антона Фёдорова входили в ежегодные шорт-листы журнала графического дизайна «Как», составленные куратором Сергеем Серовым.
- Персональная публикация в немецком журнале «Novum World of Graphic Design magazine»[7] (2004).

## Оценки
Коллеги о работах Антона Фёдорова:

Обычно не вешаю картинки по два раза — но эта, чем больше на неё смотрю, тем больше кажется мне самой крутой иллюстрацией in the history of ever.— Виктор Меламед о работе Антона Фёдорова.

Еще один очень хороший художник по имени Антон Фёдоров — он известен по работам для «Известий». Он создает превосходные вещи, находящиеся на стыке фотографии, иллюстрации и школьной поделки, которые, в отличие от работ, например, Тюнина очень контрастируют с макетом. Федоров очень разнообразен. Мало кто понимает, что все это лепится из пластилина в огромном размере, а затем раскрашивается.— Журнал графического дизайна «[кАк)».
Дирекция студии инфографики «РИА Новости» отметила «журнал „Вокруг Света“, когда арт-директором в нём был Антон Фёдоров», поставив работы команды журнала в один ряд с работами департаментов графики и мультимедийных проектов «The New York Times», «National Geographic» и других признанных мастеров инфографики. Некоторыми журналистами отмечалось сходство макета «Вокруг света», соавтором которого являлся Антон Фёдоров, с макетом журнала-конкурента «Geo», однако, главный редактор издательства «Вокруг света» Сергей Пархоменко в ответ на это утверждал, что «никакого сходства с макетом Geo не существует…». «Школа дизайна НИУ ВШЭ» определяла Антона, наряду с Игорем Гуровичем, «именитым дизайнером».

## Влияние и сотрудничество
Наибольшее творческое влияние на Антона, по его признанию, оказали Владимир Кричевский и Андрей Шелютто, в команду последнего Фёдоров входил во время работы в «Известиях». Антон Фёдоров и Дмитрий Барбанель являются соавторами обновлённого макета журнала «Вокруг света» (2010) и ребрендинга ВДНХ (2014, в коллективе).